# El Dividive (Cabimas)
El Dividive es uno de los sectores que forman la ciudad de Cabimas en el estado Zulia, Venezuela pertenece a la parroquia Carmen Herrera.

## Etimología
El Dividive se llama así por el árbol de Dividive (Caesalpinia coriaria), perteneciente a la familia Leguminoseae, el cual es común en Cabimas.

## Ubicación
El Dividive se encuentra entre Delicias Viejas al norte (calle Cumaná), la carretera J al sur, América (Cabimas) al oeste y la Avenida Intercomunal al este.

## Zona residencial
El Dividive son las calles entre Concordia y la intercomunal, a diferencia de Concordia, fue ocupado espontáneamente y no fue planificado, por lo que sus calles no son rectas. Recibe el nombre de un árbol (Dividive).

## Vialidad y Transporte
Ninguna línea pasa por el Dividive, pero Concordia pasa por la Cumaná y Nueva Cabimas por la J. El Dividive, solo tiene una entrada por la carretera J y tres más por la Intercomunal, estando desconectado de Concordia. Conecta con la Urb. América por la calle Santa Rita.